# Candisari (Banyu Urip)
Candisari is een bestuurslaag in het regentschap Purworejo van de provincie Midden-Java, Indonesië. Candisari telt 1998 inwoners (volkstelling 2010).